# 黒死病
黒死病（こくしびょう、英: Black Death）とは、1346年から1353年にかけてアフロ・ユーラシア大陸でパンデミックを起こした腺ペストの俗称である。「黒死病」という名の由来は、症状が進行すると敗血症による皮膚の出血斑で体が黒ずんで見え、発病から2-3日で死亡してしまったためだと考えられている。
ユーラシアと北アフリカで7500万-2億人が死亡した、人類史上最も死亡者が多いパンデミックとして記録されており、ヨーロッパでは1347年から1351年にかけてピークに達した。腺ペストはペスト菌によって引き起こされる病気で、敗血症型ペストや肺ペストをも引き起こす場合がある。
黒死病はペスト第二のパンデミックの始まりとされている。この疫病は宗教的、社会的、経済的な大混乱を引き起こし、ヨーロッパ史に大きな影響を及ぼした。 
黒死病の起源については議論が続いている。このパンデミックは中央アジアまたは東アジアが端緒とされているが、欧州地域で最初となる決定的な発現は1347年のクリミア半島だった。クリミアからは、ジェノヴァ共和国の奴隷船に乗って移動したクマネズミに寄生するノミによって運ばれた可能性が最も高く、地中海沿岸を越えて蔓延し、コンスタンティノープル、シチリア島、イタリア半島を経由してアフリカ、西アジア、他の欧州地域へと広がっていった。 上陸後は黒死病の大部分がノミ（これが線ペストを引き起こす）と、肺ペストに可能なエアロゾルを介したヒトからヒトへの感染によって蔓延したという証拠があり、流行感染が非常に速いスピードで内陸に広がったことを説明している。 

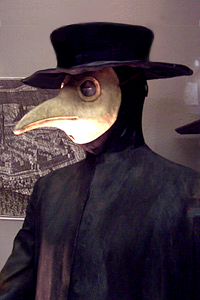
ペスト医師

黒死病は後期中世ヨーロッパを襲った2番目に大きな自然災害 （一番目は大飢饉 (1315年-1317年)）であり、これにより欧州人口の30-60%が死亡したと推定されている。この疫病が、14世紀に世界人口を約4億7500万人から3.5-3.75億人へと減少させた可能性がある。中世後期を通して追加の感染爆発があり、他の要因も相まって、1500年まで欧州の人口は1300年の段階へと回復することがなかった19世紀初頭までペストの感染爆発が世界中で巻き起こった。

## 名称
ペストのパンデミックを指す用語として初めて言明されたのは1775年で、デンマーク語の「den sorte død」が英訳されて「the black death」となった。これを邦訳したものが「黒死病」である。同パンデミックの妥当な名称となるこの表記は、スウェーデンとデンマークの年代記制作者によって15世紀から16世紀初頭に普及し、16世紀と17世紀には他の欧州言語にも翻訳借用で取り入れられた。以前は、大半の欧州言語がこのパンデミックをラテン語のmagna mortalitas（大量死）から意訳したり翻訳借用していた。
死を黒と表現する「黒い死」のフレーズは非常に昔から存在する。ホメロスは『オデュッセイア』で、巨獣スキュラのことを口が「黒い死で満ちている (古代ギリシア語: πλεῖοι μέλανος Θανάτοιο)」と表現した。ルキウス・アンナエウス・セネカが流行感染を「黒死(ラテン語: mors atra) 」と記した最初の人だとされる場合もあるが、疾患による急性致死と暗い予後を言及したに過ぎないとされている。12-13世紀のフランス人医師ル・ド・コルベイユが、病気の徴候と症状に関する論文の中で「疫病熱」を言及するのに「黒死」の表現を既に使っている。他にもベルギーの天文学者シモン・ド・コヴィーノによる詩の中で「黒死」というフレーズが1350年に使用されており、ここではペストが占星術でいう木星と土星の合 (天文)によるものとされている。彼の使った黒死というフレーズは、1347年のペストのパンデミックと明確に結びついておらず、病気で命を落とす結果に言及したものだと考えられている。
1893年に歴史家のフランシス・エイダン・ガスケ枢機卿が大規模なペスト(Great Pestilence)について書き、それが「東洋ではありふれたものか腺ペスト」だったことを示唆した。ガスケは1908年に、14世紀の流行感染を指す「黒死(ラテン語: mors atra) 」という名称の使用がJ.I.ポンタヌスによるデンマーク史の1631年の著書に初めて登場したと述べた。同書には「その影響から彼らは一般的にそれを黒死と呼んでいた(Vulgo & ab effectu atram mortem vocitabant)」との叙述がある。

## 14世紀

### 原因

#### 当時の学説
最も権威ある当時の記述としては、パリの医学部からフィリップ6世 (フランス王)に宛てた報告書が見つかっている。この書簡では「空中にある大疫病（瘴気）」の原因として1345年の三惑星による合 (天文)が現れた天空を問題視していた。ムスリム宗教学者はこのパンデミックが神から下された「殉教と慈悲」であると教え、楽園における信者の地位を保証した。非信者にとっては懲罰だとされた。一部のムスリム医師は、神から遣わされた病気を予防したり治療したりすることのないよう警告した。それ以外の医師は、ヨーロッパ人によって使用されていた疫病の予防措置と治療を採用した。これらのムスリム医師はまた古代ギリシア人の著述を拠り所としていた。

#### 有力な現代の学説
アジアの気候変動によって、げっ歯類が乾燥した草原から人口の多い地域へと移っていき、この病気を蔓延させた。ペストという病気はペスト菌が引き起こす家畜風土病 (Enzootic) で、中央アジア、西アジア、アフリカ、アメリカ西部など様々な地域の地上げっ歯類によって運ばれるノミの群れに（その菌が）普遍的に存在する。
ただ14世紀にそれを知るすべはなく、ペスト菌は1894年に香港で起きた腺ペスト流行感染の際アレクサンドル・ヤーシンによって発見されたものである。また彼はこのバシラス属がげっ歯類に存在することを証明し、ネズミが主な伝播の担い手であることを示唆した。ペスト菌の一般的な伝染メカニズムはポール・ルイス・サイモンドによって1898年に確立され、ペスト菌分裂により中腸が塞がれたノミの咬傷が関与していることが分かった。この閉塞がノミを飢えさせて積極的な摂食行動に駆り立て、逆流によって閉塞を取り除こうとし、その結果として数千のペスト細菌が吐き出されて宿主を感染させる。また腺ペストのメカニズムは、げっ歯類の群れに耐性があるか無いかによって異なる。疾患耐性がある群れだと、それが宿主の役割を果たして病気の流行感染を維持する。耐性が無い群れだと、死んだ際にノミがヒトを含む他の宿主に移り、ヒトの流行感染を引き起こすことになる。

#### DNAの証拠

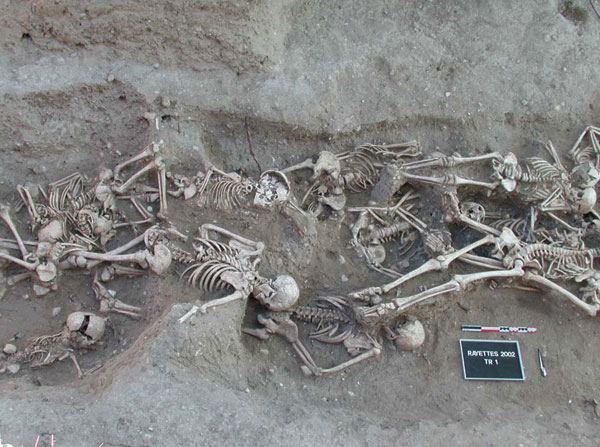
フランス南部マルセイユ近郊にある1720-1721年の集団墓地で採集された人骨には、腺ペストの病原体であるペスト菌の東洋株の分子的証拠が見つかった。

21世紀に入るとペスト菌をゲノム解析するようになり、ハーンシュらは2010年に成果を医学系学術誌 (PLOS Pathogens) に発表した。彼らは、黒死病やその後の再発と関連したヨーロッパ各地の集団墓地から出土した人骨の歯槽に存在するDNAやRNAを、ポリメラーゼ連鎖反応(PCR)技術を用いて評価した。フランス南部やドイツで行われた以前の分析と共に、この新しい研究が「黒死病の原因に関する議論の決着となり、ペスト菌が中世時期のヨーロッパを荒廃させた疫病流行の病原体だったことを明白に示している」と著者らは結論づけた。2011年、英国イーストスミスフィールド墓地の黒死病犠牲者から採集された遺伝的証拠でもその結果が追加確認された。シューネマンらは「中世ヨーロッパの黒死病は、今や存在しないかもしれないペスト菌の変種によって引き起こされた」と2011年に結論づけた。
2011年後半、ボスらは同じイーストスミスフィールド墓地で採集したペスト菌の最初のゲノム概要をネイチャー紙で報告し、黒死病を引き起こした菌株がペスト菌の最も現代的な菌株の祖先であることを示した。
以降の追加ゲノム論文では、さらに黒死病の原因となったペスト菌株がペスト第3のパンデミックを含む後年のペスト流行感染の祖先にあたり、かつペスト第1のパンデミックを引き起こした菌株の子孫である、との系統発生学的な位置づけを確認した。加えて、先史時代のかなり昔のものからもペスト遺伝子が回収された。
14世紀ロンドンからの人骨25体から採取されたDNAは、ペストが2013年にマダガスカルを襲ったのとほぼ同じペスト菌株であることを示している。
黒死病は、当時の中東、アフリカ、ヨーロッパの人口の約半分を一掃し、生存者のDNAは犠牲者のDNAと異なるという証拠がある。

### 伝染
衛生学の重要性は、病原菌説の発展と共に19世紀に認識されたものである。ヨーロッパの通りはそれまで一般的に不潔で、あらゆる動物やヒトの寄生虫で溢れており、伝染病の蔓延を助長していた。 

#### 発祥地域

西ユーラシアのペスト蔓延(1346-1353)

細菌の遺伝的変異を分析したマーク・アヒトマン率いる医科遺伝学者チームによると、ペスト菌は「中国国内かその付近で進化」を遂げ、それが複数の流行感染で世界中に蔓延したという。ガリーナ・エロシェンコ率いるチームによる後年の研究は、キルギスタンと中国の国境にある天山山脈に起源を置いている。
キルギスタンのイシク・クル湖近郊にある1338-1339年頃の墓には疫病に言及する碑文があり、一部の歴史家や疫学者はこれを流行感染の発生を記したものだと考えている。他の識者は中国起源を優勢と見ている。この学説によると、病気はモンゴル帝国の軍隊や貿易商とともにシルクロードを通ってきたか、船を経由して到達した可能性がある。1347年に黒死病がコンスタンティノープルに到達する前の15年間で、流行感染によりアジア全域で推定2,500万人が死亡したとする説もある。
ただしインドと中国の中世史研究では、14世紀デリー・スルターン朝に深刻な流行感染の証拠がなく、14世紀元王朝にもペストの具体的な証拠が出ておらず、これらの地域に黒死病が到達していない可能性が示唆されている。オーレ・ベネディクトーは、最初の黒死病の明確な報告がカッファから来ているため、黒死病はカスピ海北西岸近郊のペスト病巣から始まった可能性が最も高いと主張している。

#### ヨーロッパでの感染爆発
...それでも、やがてそれはグロスターに、いやオックスフォードとロンドンにまでやって来て、ついにはイングランド全域に蔓延した。そのためいかなる手を尽くしても生き残れたのは10人に１人だった。

ペストは、1347年にクリミアの港町カッファからジェノヴァ共和国の貿易商を介して初めてヨーロッパに入ってきたと伝えられている。長引く都市包囲の間、1345-1346年にジョチ・ウルス（現:モンゴル）のジャーニー・ベク軍が感染した死体を城壁に打ち上げて同住民が感染してしまうが、これは感染済みのネズミが包囲線を越えて移動したため住民に流行感染が広まった可能性が高い。 この病気が定着すると、ジェノヴァの貿易商は黒海を渡ってコンスタンティノープルへと疎開し、1347年夏にそこで初めてヨーロッパに（黒死病が）到来した。
そこでの流行感染は東ローマ皇帝ヨハネス6世カンタクゼノスの13歳の息子を殺し、彼はトゥキディデスによる紀元前5世紀アテネの疫病記述を模して病気の説明を記しながらも、海事都市間の船による黒死病の蔓延に着目した。またニケフォロス・グレゴラスは著作の中でデメトリオス・キドネスに宛てて、死者数の増加、医学の無益さ、市民のパニックを説明した。コンスタンティノープルでの最初の感染爆発は1年続いただけでなく、1400年までに10回もあった。
ジェノヴァ共和国のガレー船12隻によって運ばれ、1347年10月にペストがシチリア島に到来すると、島中で急速に広まった。カッファから来たガレー船は1348年1月にジェノヴァとヴェネツィアに到着した。しかしイタリア北部へ至る発端は、数週間後に起きたピサでの感染爆発だった。1月末頃、イタリアから追放されたガレー船1隻がマルセイユに到着した。
この病気はイタリアからヨーロッパ全土へと北西に蔓延し、フランス、スペインにも襲来した（この流行感染は1348年春にアラゴン連合王国で最初に大混乱を引き起こした）。1348年6月までにポルトガルとイングランドへ、その後1348年から1350年にかけてドイツ、スコットランド、スカンジナビアまで東と北に蔓延した。船がアスコイに上陸した1349年にノルウェーへと入り込み、その後ビョルグヴィン(現:ベルゲン)とアイスランドにまで蔓延した。1351年ついにロシア北西部にも蔓延した。ペストは、近隣との交易があまり進んでいない欧州地域の一部（バスク地方の大部分、ベルギーとオランダの孤立地域、アルプス僻地の村など）ではやや珍しかった。
一部の疫学者によると、不快な天候時期にペスト感染したげっ歯類の群れが減少して強制的にノミが代替宿主となり、地中海域の暑い夏やバルト三国南部の涼しい秋にペストの感染爆発を引き起こしてピークに達することも多々あった。 ペスト感染の様々な原因の中でも、栄養失調は免疫系を弱めるため、ヨーロッパ人口の甚大な喪失の主因となった。

#### 西アジアおよび北アフリカの感染爆発
黒死病はパンデミック期に中東や北アフリカの様々な地域を襲撃し、経済構造や社会構造に深刻な過疎化と恒久的な変化をもたらした。感染済みのげっ歯類が新たなげっ歯類を感染させることで病気は地域全体に蔓延し、ロシア南部からも入ってきた。
1347年秋までに疫病はエジプトのアレクサンドリアに到達し、同時代の証言によると、コンスタンティノープルから海路で奴隷を運ぶただ一隻の商船から伝染した。 1348年の晩夏までに、マムルーク朝の首都でイスラム世界の文化中心地カイロに到達した。バフリー・マムルーク朝のスルタンであるナースィル・ハサンは疎開し、60万人の住民の3分の1以上が死亡した。中世のカイロには病院（13世紀後半カラウン複合施設のビマリスタン）があったにもかかわらず、死体でナイル川が埋め尽くされた。歴史家アル＝マクリーズィーは墓掘りや葬儀執行の仕事が溢れるほどになったと説明し、次の1世紀半にわたって疫病がカイロで50回以上繰り返された。
同年4月までにこの病気はガザへと東に向かった。7月までにダマスカスに到達し、10月にはアレッポで疫病が勃発した。同年、 現代のレバノン、シリア、イスラエル、パレスチナの領土にあるアシュケロン、アッコ、エルサレム、シドン、ホムスの全都市が感染した。1348-1349年にこの病気はアンティオキアにまで到達した。同市の住民は北に疎開したが、彼らの大半が移動中に死んでいく結果となった。 2年以内に、このペストはアラビアから北アフリカにわたるイスラム世界全体で蔓延した。このパンデミックはアフリカ海岸に沿ってアレクサンドリアから西に蔓延し、1348年4月にはチュニスがシチリアからの船で感染した。その後チュニスは、モロッコからの軍隊による攻撃を受けた。この軍隊が1348年に引き上げるとモロッコにその感染をもたらした。なお、この流行感染はアンダルスにあるアルメリアのイスラム都市から始まった可能性がある。
メッカはハッジを行う巡礼者によって1348年に感染した。1351年か1352年に、イエメンのラスール朝スルタンであるアル=ムジャヒド・アリがエジプトのマムルーク捕虜から解放され、彼の帰国と共にペストが持ち込まれた。1348年の記録は、モースル市が大規模な流行感染に見舞われ、バグダッド市がこの病気の第二波を経験したことを示している。

### 徴候と症状

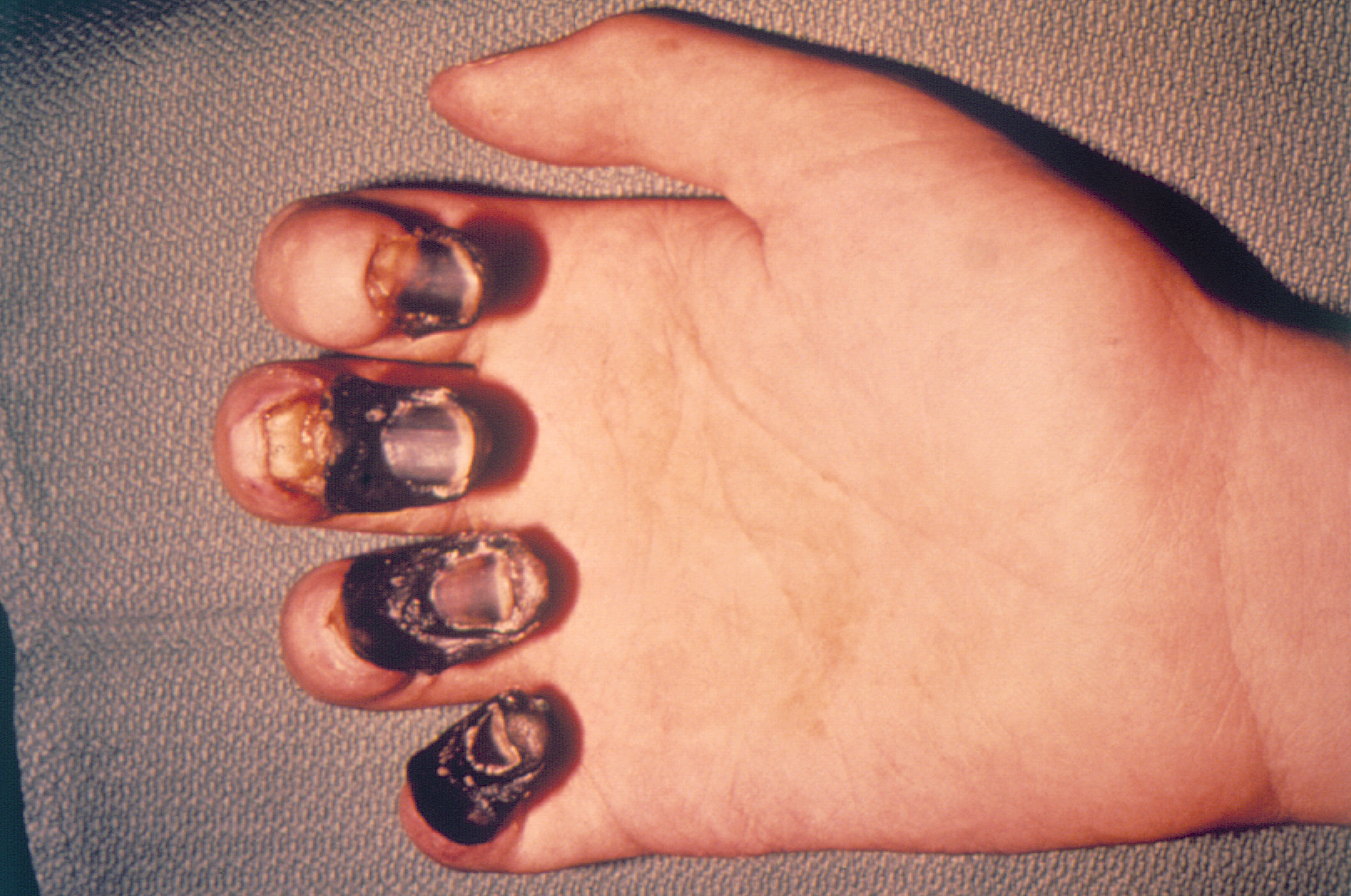
腺ペストによる指の末端壊疽が皮膚と肉を壊死させ、見た目が黒変した手

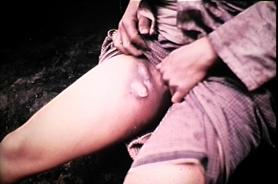
腺ペストに感染したヒトの大腿上部にある鼠径部横痃。リンパ節腫大はペスト患者の首、腋、鼠径部に発現することが多い

黒死病は腺ペストが主体で、肺ペストも一部観察された。

#### 腺ペスト
腺ペストの症状としては、38-41°Cの発熱、頭痛、関節痛、吐き気や嘔吐、倦怠感などがある。処置を受けずにいると、腺ペストを患った人達の80%が8日以内に死亡する。 
当時のパンデミックの記述は多様であり、不正確なものも多い。最も一般的に指摘された症状は、鼠径部、首、腋に横痃（ペスト腺腫）が現れ、開くと膿がにじみ出て流血した。以下はボッカチオの記述である。

男女ともに、鼠径部や腋に明確な腫瘍が現れて初めてそれを打ち明ける。その幾つかは普通のリンゴと同程度の大きさに育ち、他は卵ほどである...身体の上述2か所からこの致命的な腺腫はすぐに増殖を始め、満遍なく全方向に広がっていった。その後は病状が変化していき、黒い斑点や青痣が腕や太腿その他様々な部位に発現し、その時は数こそ少ないが大きかったり、微細だが沢山あったりもする。この腺腫は死が近づいている絶対確実な前兆であった。
これに急性熱と吐血が続いた。罹患者の大半が最初の感染から2-7日後に死亡した。そばかす状の斑点と発疹はノミの咬傷によって引き起こされた可能性があり、ペストの可能性があるもう一つの徴候として同定された。

#### 肺ペスト
1348年にコロンナ枢機卿が疫病で亡くなった時の主治医 (LodewijkHeyligen) は、肺に感染して呼吸器系障害を引き起こした肺ペストという独特の病気形態に注目した。 症状としては、発熱、咳、喀痰などがある。病状が進むにつれて、喀痰が流動的になり色も真っ赤になる。 肺ペストの死亡率は90-95%である。 

### 結末

#### 死者数

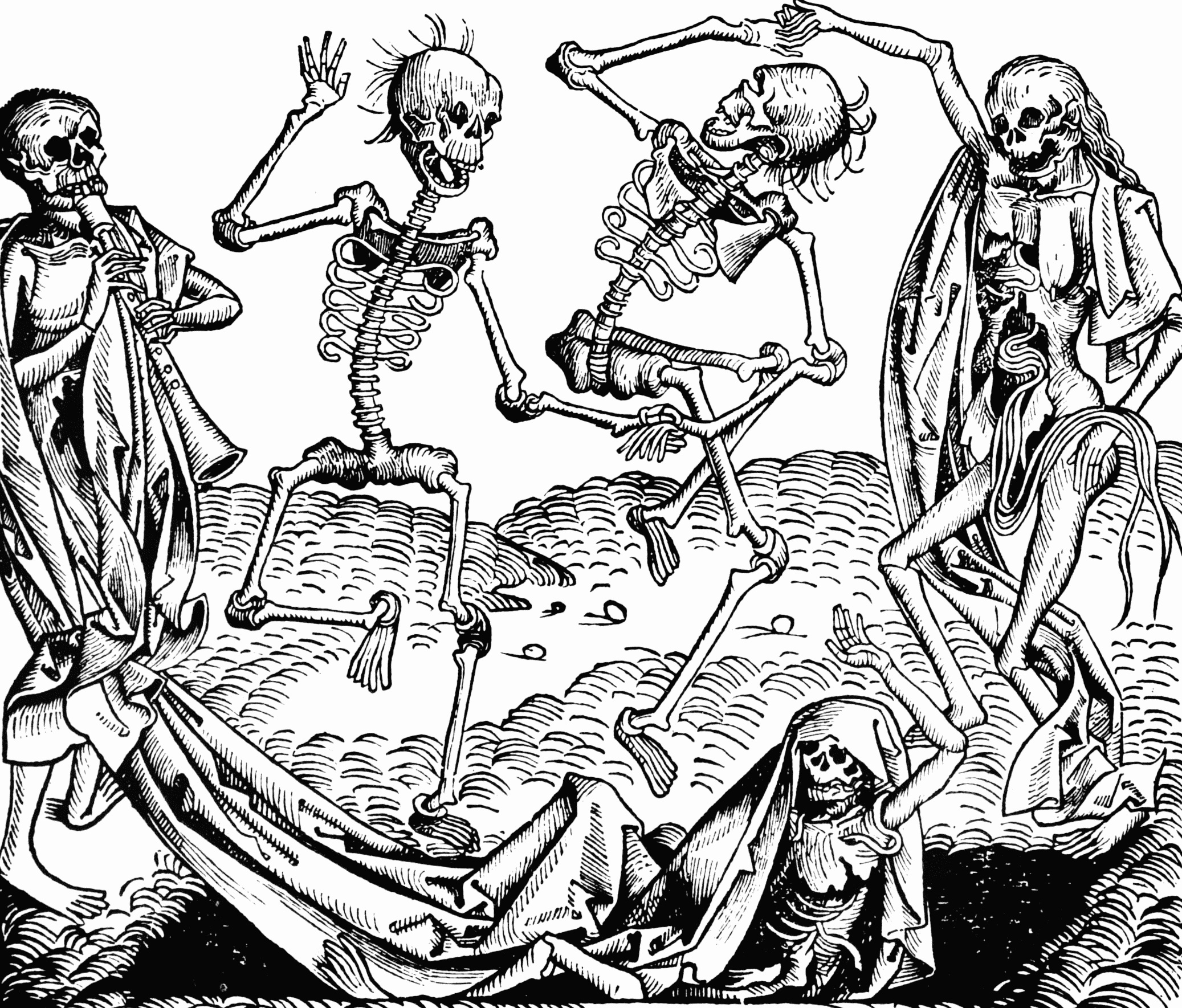
黒死病や死の舞踏に触発された死の普遍性に関する寓話は、中世後期の絵画における一般的なモチーフとなった。

正確な死傷者の数字は存在しておらず、死亡率は地域によって大きく異なる。都市部では、感染爆発前の人口が多いほど異状死の期間が長くなる。ユーラシアでは約7500万人から2億人が死亡した。14世紀の黒死病の死亡率は、20世紀最悪とされるインドで起きたペスト菌の感染爆発（ある都市では人口の3%が死亡）よりも遥かに大きかった。黒死病によって夥しい数の遺体が生じたため、ヨーロッパでは数百や数千という人骨を納める大量の埋葬地が必要となった。掘り返された大量の埋葬地が黒死病の生物学的、社会学的、歴史的、人類学的な意味合いの解釈や定義を考古学者に続けさせている。
中世の歴史家フィリップ・ダイリーダーによると、ヨーロッパ人口の45-50%がペストで死亡した可能性が高いという。ノルウェーの歴史家オーレ・ベネディクトーは、それがヨーロッパ人口の60%に及んだ可能性を示唆している。1348年、この病気は急速に蔓延したため、医師や政府当局がその起源を考える時間を持つ前に、ヨーロッパ人口の約3分の1が既に死亡してしまった。人口密度の多い都市部では、人口の50%が死亡することも珍しくなかった。パリでは人口10万人の半分が死亡した。イタリアでは、フィレンツェの人口が1338年の11万-12万人から1351年には5万人に減少した。ハンブルクとブレーメンでは少なくとも人口の60%が死亡した。この病気によりロンドン市民も同程度の割合で死亡した可能性があり、1346年から1353年にかけて約62,000人の死者が出ている。フィレンツェの税務記録は、1348年に同市人口の80%が4ヶ月以内に死亡したことを示している。1350年以前はドイツに約17万あった集落が、1450年までに4万近くに減少した。この病気は一部地域に到来しておらず、最も人里離れた僻地は伝染に対して脆弱ではなかった。15世紀の変わり目までペストはフランドル地方のドゥアイに現れておらず、エノー伯領、フィンランド、ドイツ北部、ポーランド地域の人口にはさほど深刻な影響を及ぼさなかった。黒死病で亡くなった人の看病をした僧侶や修道女は、特に大きな打撃を受けた。

ペストで亡くなった人を埋葬するトゥルネー市民

アヴィニョン捕囚の医師レイモンド・シャルメル・ド・ビナリオは、1347-48年、1362年、1371年、1382年のペスト感染爆発による死亡率の減少を観察して「De epidemica」という論文にした。最初の感染爆発では、人口の2/3が病気にかかりほぼ全員の患者が死亡した。二度目では人口の半分が病気になったが、一部しか死ななかった。三度目は1/10が影響を受け、多くの人が生き残った。四度目の発生では20人に1人だけが発病し、その大半が生き残った。1380 年代のヨーロッパでは、主に子供たちが感染した。シャルメル・ド・ビナリオは瀉血が効果がないと認識しており（彼は自分の嫌いなローマ教皇庁職員のために瀉血を処方し続けたが）、ペストは実際のところ全て占星術的要因によって引き起こされており、不治であると主張した。彼は自分自身に治療を一切施さなかった。
この当時の中東（イラク、イラン、シリア含む）については、人口の約1/3が死亡したという推定が最も広く受け入れられている。黒死病によりエジプト人口の約40%が死亡した。カイロでは人口60万人が、恐らく中国西部最大の都市では住民の33-40%が8カ月のうちに死亡した。
イタリアの年代記制作者アニョーロ・ディ・トゥーラは、ペストが1348年5月に到来したシエーナでの経験を記している。

父が子供を、妻が夫を、兄弟の片割れがもう一方を見捨てていた。というのも、この病気は息や視線を通して襲ってくると思われていたのだ。そして、そのように人々は死んでいった。また、お金や友情のために死者を埋葬する人など誰も見つからなかった。司祭も連れず、聖務日課も持たずに、遺族の人達ができる限りきれいに家族の遺体を壕に運んできた...大きな穴が掘られ、多くの死者が深く積み重ねられた。昼夜を問わず何百人もの人が死んだ...そして、壕が満載になるとすぐに追加で掘られた...そして私アニョーロ・ディ・トゥーラは...5人の子供を自分の手で埋葬した。そして、大地にまばらに埋められた者達もいたので、犬たちが彼らを引きずり出し、街中の多くの遺体を食い尽くした。全員に死が待ち構えていたので、誰かの死で泣いた人は誰もいなかった。また、あまりに大勢の人が死んだため、誰もが世界の終わりだと信じていた。

#### 経済面
パンデミックによる人口激減に伴う労働力不足を受けて、賃金が急上昇した。一方イギリスでは、賃金収入だけで生活していく労働者や職人や工員の多くが、黒死病後の四半世紀に起きた急激なインフレーションによる実質所得の減少に苦しんだことも分かっている。また土地所有者は、テナントを維持するため労働使役の代わりに金銭の賃貸料を肩代わりするよう迫られた。

#### 環境面
一部の歴史家は、パンデミックによる数えきれない死で土地が手付かずになり、森林再生の引き金となる気候の寒冷化をもたらしたと考えている。このことが小氷期を導いた可能性もある。

#### 迫害

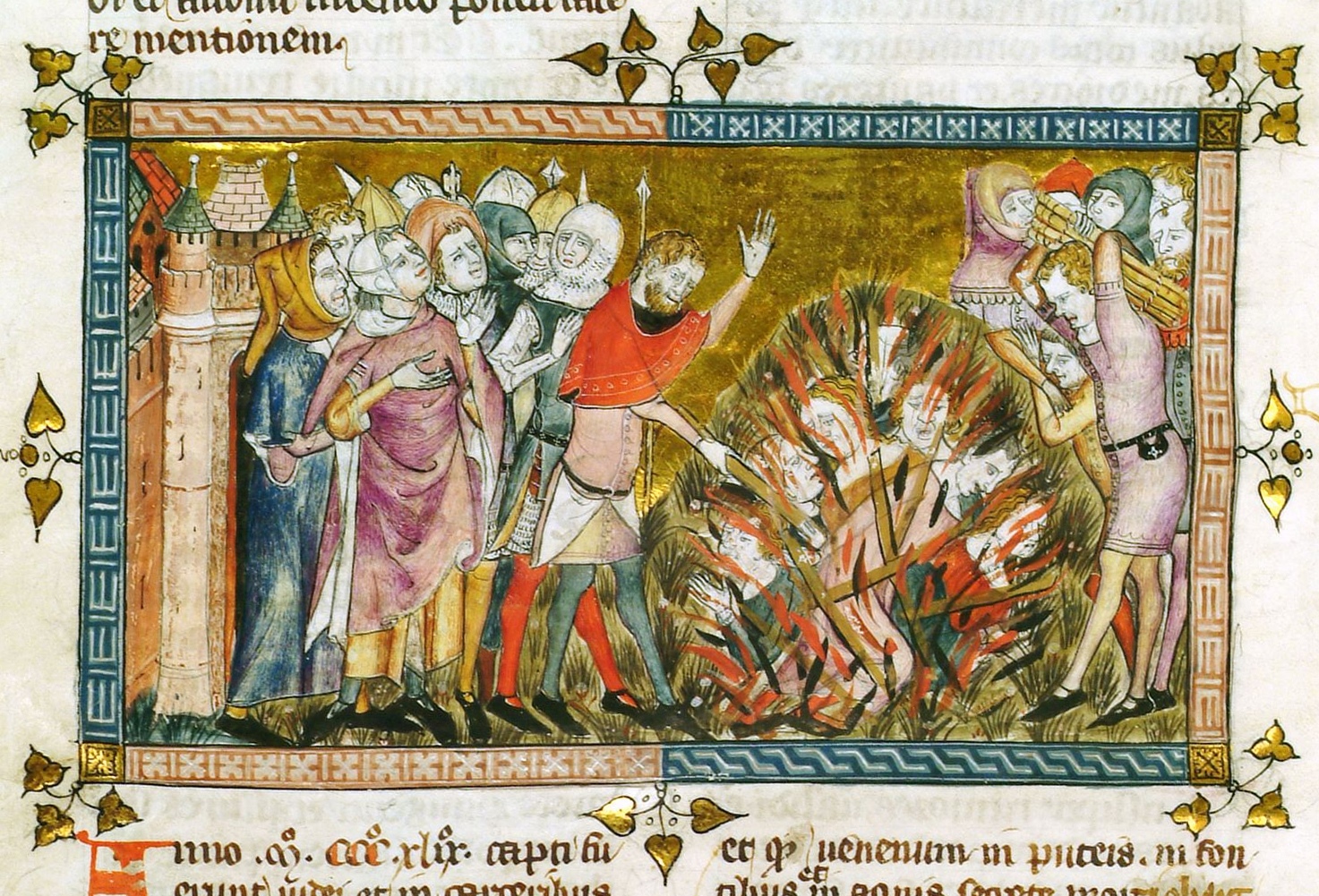
1349年に火刑に処されるユダヤ人。14世紀『Antiquitates Flandriae』の挿絵

黒死病をきっかけに、新たな宗教熱と狂信 (Fanaticism) が開花した。一部のヨーロッパ人は様々な集団（ユダヤ人、修道士、外国人、乞食、巡礼者、ハンセン病患者、ロマーニなど）を標的にし、この危機について彼らを責め立てた。 ハンセン病のほかニキビや乾癬といった皮膚疾患を持つ人達もヨーロッパ全域で殺害された。
14世紀の療術者や政府は病気の説明や食い止めに苦慮して途方に暮れていたため、ヨーロッパ人は感染爆発の理由として占星術の力、地震、ユダヤ人による井戸への毒流しに目を向けた。多くの人が、流行感染は罪に対する神罰だと信じており、神の赦しを勝ち取ることで安心を得ていた。 
ユダヤ人コミュニティに対する攻撃も多かった。1349年2月のストラスブール大虐殺では、約2000人のユダヤ人が殺害された。1349年8月には、マインツとケルンのユダヤ人コミュニティが壊滅させられた。1351年までに200以上のユダヤ人コミュニティが潰された。この時期に多くのユダヤ人がポーランドに移住し、そこでカジミェシュ大王から温かい歓迎を受けた。

#### 社会面

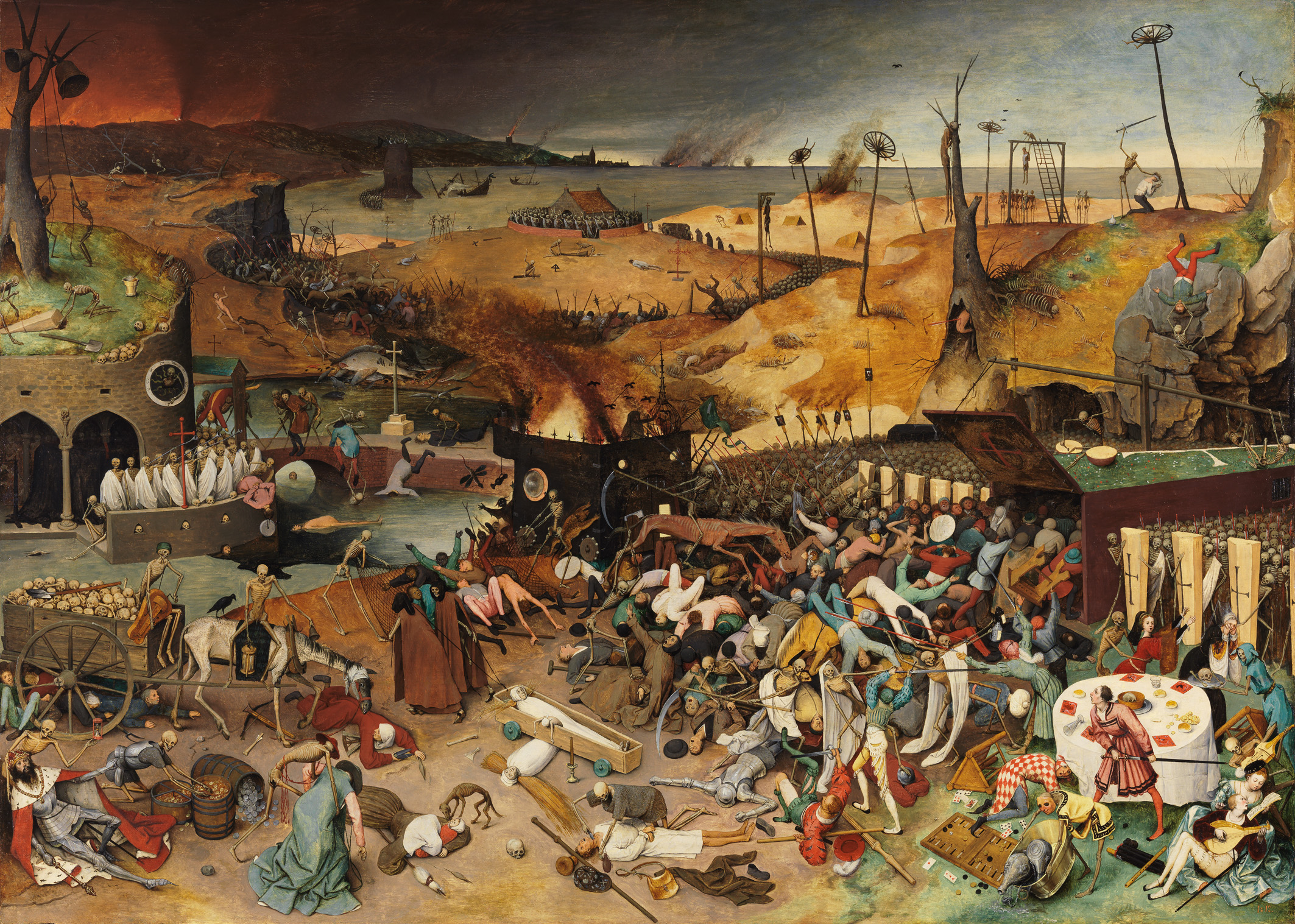
ピーテル・ブリューゲル作『死の勝利』は、ペストに続く社会的混乱と恐怖を描いたもの

有力視されている学説の一つとして、1348年から1350年にかけてヨーロッパを襲った黒死病により引き起こされたフィレンツェの荒廃が14世紀のイタリア市民の世界観に変化を起こす結果となり、ルネッサンスにつながったという説がある。イタリアは特にパンデミックによる打撃を受け、それが死への達観をもたらし、スピリチュアリティや来世よりも思想家が地球上の現世について思慮する原因になったと推測されている。黒死病は、宗教芸術作品の後援者に顕現した信心深さの新たな潮流を巻き起こしたとも論じられている。
これはルネッサンスが14世紀のイタリアで発生した理由を完全に説明するものではない。黒死病はイタリアだけでなく、上述のようにヨーロッパ全域に影響を与えたパンデミックだった。イタリアでのルネッサンス発現はビザンチン帝国滅亡後のギリシャ学者の流入と相まった複数要因の複雑な相互作用の結果である可能性が最も高い。人口激減の結果として労働者階級の価値が高まり、庶民はより自由を享受するようになった。労働需要の高まりに応じて、労働者は経済的に最も有利な地位を求めて転職した。
黒死病の発生以前、ヨーロッパの諸活動はカトリック教会によって運営され、同大陸は封土と都市国家で構成される封建社会だったようである。14世紀のパンデミックが、宗教勢力と政治勢力の双方を完全に再構築した。生存者はスピリチュアリティの別形態に向けるようになり、封土と都市国家による権力関係は崩壊した。
カイロの人口は、ペストの流行感染が数多く発生したこともあり、18世紀初頭には1347年の半分になっていた。イタリアの一部都市（特にフィレンツェ）の人口は、19世紀まで14世紀以前の規模に戻らなかった。パンデミックによる人口減少は経済的にも影響を及ぼした。食料価格が下がり、土地の価額は1350年から1400年にかけてヨーロッパ地域の大部分で30-40%下落した。地主は大損失に直面したものの、庶民にとっては僥倖だった。パンデミックの生存者は食料価格が安くて土地も豊富にあることに気付き、彼らの多くが死亡した親類からの財産を相続した。このことが恐らく封建制をぐらつかせた。
ヨーロッパではこの時期に「検疫」という言葉が根付いているが、病気の蔓延を防ぐために人を隔離するという概念は古くからある。ラグサ共和国(現:クロアチア)では、ペスト感染地域から同市への新参者に対し30日間の隔離が1377年に実施された。後に隔離期間は40日に延長され、イタリア語で"40"を意味する単語"quarantino"にちなんで、「検疫(quarantine)」と名付けられた。

## 再発

### ペスト第二のパンデミック
ペストは14世紀から17世紀にかけてヨーロッパと地中海域で幾度となくぶり返した。ジャン=ノエル・ビラーベンによると、ペストは1346年から1671年にかけて毎年ヨーロッパのどこかに存在していた。第二のパンデミックは、特に以下の年(1360-63年、1374年、1400年、1438-39年、1456-57年、1464-66年、1481-85年、1500-03年、1518-31年、1544-48年、1563-66年、1573-88年、1596-99年、1602-11年、1623-40年、1644-54年、1664-67年)に広域蔓延した。その後の感染爆発もまた深刻だったが、ヨーロッパの大部分(18世紀)と北アフリカ(19世紀)から撤退したのが特徴だった。
歴史家ジェフリー・パーカーによると「1628-31年の流行感染によりフランスだけで100万人近い人々がペストで死亡した」という。17世紀前半、ペストはイタリアで約170万人の犠牲者を出した。17世紀のスペインではペストの極端な発現により125万人以上の死者が出た。
黒死病はイスラム世界の大部分を荒廃させた。ペストは1500年から1850年にかけて事実上毎年、少なくともイスラム世界のどこかに存在していた。ペストは北アフリカの都市を繰り返し襲った。 アルジェでは1620-21年に3万-5万人の住民を失い、1654-57,1665,1691,1740-42年に再び住民を失った。カイロは、最初のペスト流行感染から150年で50回以上の流行感染に見舞われ、1840年代に二度目のパンデミックによる最後の感染爆発があった。ペストは、1850年頃までオスマン帝国社会の大事件であり続けた。1701年から1750年にかけて、コンスタンティノープルでは大小37例の流行感染が記録され、1751年から1800年の間にさらに31例が記録された。バグダッドはペスト到来によって深刻な被害を受け、人口の2/3が死亡した時もあった。

## 大衆文化
- 『黒死病』- 1348年の中世イギリスを舞台にした、2010年のホラー映画
- 『Cronaca fiorentina di Marchionne di Coppo Stefani』- バルダッサーレ・ボナイウートによる1386年までのフィレンツェを描いたペストの歴史小説
- 『デカメロン』- ジョヴァンニ・ボッカッチョにより1353年に完結。フィレンツェの黒死病から疎開した集団によって語られた物語。様々なメディア向けに翻案されている
- 『ドゥームズデイ・ブック 』- コニー・ウィリスによる1992年のSF小説。14世紀イギリスへのタイムトラベルを描いたもの。
- 『黒死病の時代の饗宴』- アレクサンドル・プーシキンによる1830年の劇詩。ツェーザリ・キュイによって1900年にオペラ翻案された。
- 『第七の封印』- 黒死病に蹂躙される中世スウェーデンを舞台とした、イングマール・ベルイマン監督による映画。
- 『大聖堂-果てしなき世界』- 14世紀中世ヨーロッパの史実（黒死病を含む）に基づいた、ケン・フォレットによる2007年の歴史小説。